# Ivan Vucov
Ivan Vucov (bulharskou cyrilicí Иван Вуцов) (14. prosince 1939, Gabrovo - 18.ledna 2019, Sofie) byl bulharský fotbalista, obránce. Po skončení aktivní kariéry působil jako trenér. Dvakrát byl trenérem bulharské reprezentace, mj. i na Mistrovství světa ve fotbale 1986.

## Fotbalová kariéra
V bulharské lize hrál za PFK Botev Plovdiv, Levski Sofia a Akademik Sofia. S Levski Sofia získal dva mistrovské tituly a v roce 1967 vítězství v bulharském fotbalovém poháru. V Poháru mistrů evropských zemí nastoupil ve 4 utkáních a v Poháru vítězů pohárů nastoupil ve 2 utkáních. Za bulharskou reprezentaci nastoupil v letech 1962–1966 ve 24 utkáních. Byl členem bulharské reprezentace na Mistrovství světa ve fotbale 1966, nastoupil ve všech 3 utkáních.

## Ligová bilance
| Ročník                                | Zápasy | Góly | Klub                 |
| ------------------------------------- | ------ | ---- | -------------------- |
| 1. bulharská fotbalová liga 1957      | -      | -    | PFK Botev Plovdiv    |
| 1. bulharská fotbalová liga 1958      | -      | -    | PFK Botev Plovdiv    |
| 1. bulharská fotbalová liga 1958/1959 | -      | -    | PFK Botev Plovdiv    |
| 1. bulharská fotbalová liga 1959/1960 | -      | -    | PFK Botev Plovdiv    |
| 1. bulharská fotbalová liga 1960/1961 | 21     | 1    | Levski Sofia         |
| 1. bulharská fotbalová liga 1961/1962 | 9      | 1    | Levski Sofia         |
| 1. bulharská fotbalová liga 1962/1963 | 28     | 1    | Levski Sofia         |
| 1. bulharská fotbalová liga 1963/1964 | 30     | 0    | Levski Sofia         |
| 1. bulharská fotbalová liga 1964/1965 | 25     | 0    | Levski Sofia         |
| 1. bulharská fotbalová liga 1965/1966 | 26     | 0    | Levski Sofia         |
| 1. bulharská fotbalová liga 1966/1967 | 30     | 0    | Levski Sofia         |
| 1. bulharská fotbalová liga 1967/1968 | 30     | 0    | Levski Sofia         |
| 1. bulharská fotbalová liga 1968/1969 | 15     | 1    | Levski Spartak Sofia |
| 1. bulharská fotbalová liga 1969/1970 | -      | -    | Akademik Sofia       |
| 1. bulharská fotbalová liga 1970/1971 | -      | -    | Akademik Sofia       |
| 1. bulharská fotbalová liga 1971/1972 | -      | -    | Akademik Sofia       |
| CELKEM 1. bulharská fotbalová liga    | -      | -    |                      |